# Horningsea Park, Sydney
Horningsea Park este o suburbie în Sydney, Australia.